# Xopanapa, Vicente Guerrero
Xopanapa är en ort i Mexiko.   Den ligger i kommunen Vicente Guerrero och delstaten Puebla, i den sydöstra delen av landet, 230 km öster om huvudstaden Mexico City. Xopanapa ligger 2 622 meter över havet och antalet invånare är 119.
Terrängen runt Xopanapa är huvudsakligen kuperad, men västerut är den bergig. Runt Xopanapa är det ganska tätbefolkat, med 149 invånare per kvadratkilometer. Närmaste större samhälle är Ajalpan, 17,9 km söder om Xopanapa. Omgivningarna runt Xopanapa är en mosaik av jordbruksmark och naturlig växtlighet.